# Cacti
Cactiは、オープンソースで業界標準のデータロギングツールRRDtoolのためのフロントエンドアプリケーションとして設計された、Webベースのネットワーク監視およびグラフ生成用の、オープンソースソフトウェアである。指定間隔でポーリングし、取得したデータをグラフ化する機能があり、一般的にCPUの負荷やネットワーク帯域利用幅などの時系列データを測定するために使用される。一般的な使用法としては、Simple Network Management Protocol (SNMP) を介したスイッチングハブまたはルーターのポーリングによるトラフィック量を監視する。
フロントエンド側の処理で複数の利用者ごとに独自のグラフ設定で固有の処理を行えることから、時折ホスティングサーバ業社（特に専用サーバーやバーチャル・プライベート・サーバ、自社回線保有プロバイダなど）が顧客の帯域幅の統計情報を表示している。RRDtool関連ソフトウェアの手動設定なしで監視できるように、データ収集設定機能が利用できる。シェルスクリプトや実行ファイル経由で任意の対象を監視するように拡張できる。
小規模のインストールに適したPHPスクリプトである「cmd.php」か、C言語で組まれ数千ものホスト環境を拡張可能な「Spine」（旧Cactid）を選べる。

## 歴史
Cactiプロジェクトは、2001年9月2日にイアン・ベリーによって開始された。ベリーは、PHPとMySQLを学び、まだ高校生の間に、小規模ISPで働いている時にプロジェクトを始めた。彼がCactiを作った目的の中心は「RRDtoolよりも容易に使用でき、またMRTGよりも高い柔軟性を提供する」ことだった。